# Balkanska romščina
Balkanska romščina je romsko narečje romskih skupin Balkana, ki živijo v Albaniji, Bosni in Hercegovini, Bolgariji, Grčiji, na Kosovem, v Severni Makedoniji, Srbiji, Sloveniji in Turčiji. Jezik je ponavadi le govorjen.

## Zgodovina
Romi so večinski govorci balkanske romščine. Govorci balkanske romščine so se skozi leta nenehno selili v vse dele Evrope, sčasoma pa so se oblikovala nova narečja.

## Narečja
Narečja se govorijo v Albaniji, Bolgariji, Grčiji, Iranu, Severni Makedoniji, Moldaviji, Romuniji, Srbiji, Turčiji in Ukrajini. Ta skupina vključuje med drugim mednarodno arliško romščino (govori se v Grčiji in Severni Makedoniji), sepečidsko romščino (Grčija, Turčija), ursarsko romščino (Moldavija, Romunija) in krimsko romunščino (Ukrajina).
Ziški dialekti so posebna narečna skupina znotraj narečij balkanske romščine. V Severni Makedoniji, na Kosovu, osrednji Srbiji ter v osrednji in severni Bolgariji se govori bugurdško, drinidarsko in kalajdško romščino.

## Geografska porazdelitev
| Podskupina     | Narečje          | Kraj                                                     |
| -------------- | ---------------- | -------------------------------------------------------- |
| Južni Balkan   | prizrensko       | Kosovo                                                   |
|                | arliško          | Grčija, Albanija, Severna Makedonija, Srbija             |
|                | prilepsko        | Severna Makedonija                                       |
|                | kirimitsko       | Ukrajina                                                 |
|                | sofijsko-erliško | Sofija                                                   |
|                | zargarsko        | Iran                                                     |
|                | sepeško          | severna Grčija, zahodna Trakija, vzhodna Trakija Turčija |
|                | rumelijsko       | Evropski del današnje Turčije, Rumelija                  |
| Severni Balkan | bugurdško        | Severna Makedonija, Srbija                               |
|                | drindarsko       | severovzhodna Bolgarija                                  |
|                | kalajdško        | Bolgarija in priseljenci v Severni Makedoniji in Srbiji  |

## Glasoslovje
Balkanska romščina ohranja pridihnjene (aspirirane) soglasnike /pʰ, tʰ, tʃʰ, kʰ/ drugih indijskih jezikov. Ti so značilni za večino romskih jezikov.

## Pravopis
Balkanska romščina nima standardiziranega pravopisa. Na konferenci leta 1992 v Severni Makedoniji je prišlo do poskusa standardizacije, ki temelji na arliškem narečju in uporablja latinico. Glasova /x/ in /h/ se razlikujeta v nekaterih narečjih, ne pa tudi v arliškem narečju, zato se v pisavi ne razlikujeta, prav tako se ne ločujeta rotična samostalnika. Polglasnik je v arliščini redek; ob pojavitvi je nadomeščen s samoglasniki džambaškega ali drugega narečja, npr. vërdon → vurdon, 'voz'. Pridih v korenu je vedno zapisan, npr. jakh, 'oko'. Krnitev glasov se ne zapisuje, npr. dad 'oče'. Palatalizacija se ne zapisuje, npr. buti 'delo' (ne buči itd.), kerdo 'storjeno' (ne ćerdo itd.), pani 'voda' (ne pai itd.).
Predlagana abeceda je:
a b c č čh d dž e f g h i j k kh l m n o p ph r s š t th uv ž

## Besedišče
Na balkansko romščino je bistveno vplivala turščina, večina besed pa je perzijskega izvora. Besedišče balkanske romščine, preden so se ti preselili na Balkan, predstavljajo izposojenke iz perzijščine, armenščine in srednjeveške grščine. Etimologija teh besed je težko določljiva, saj je jezik besedišče povzel iz več jezikov.
| Bugurdško narečje            | Arliško narečje            | Slovenščina                    |
| ---------------------------- | -------------------------- | ------------------------------ |
| Lačho [to] saba[h]i.         | Lačho [o] sabalje.         | Dobro jutro.                   |
| Lačho [to] zi[e]s.           | Lačho [o] potop.           | Dober dan.                     |
| Lačhi [ti] rat.              | Lači [i] rat.              | Lahko noč.                     |
| Sar isi to anav?             | Sar si tiro anav?          | Kako ti je ime?                |
| Mo anav isi Elvis.           | Mo anav si Elvis.          | Moje ime je Elvis.             |
| Isinom lošalo kaj avdom tut! | Šukar te dikhav tut!       | Me veseli, da sva se spoznala! |
| Isinan prandime?             | Sijan li romnjakoro?       | Si poročen?                    |
| Va, me isinom prandime.      | Va, me sijum romnjakoro.   | Ja, poročen sem.               |
| Na, me isinom biprandim.     | Na, me sijum biromnjakoro. | Ne, sem neporočen.             |
| Me isi man raklija.          | Me si ma raklija.          | Imam punco.                    |

## Slovnica
V balkanski romščini igra veliko vlogo turška slovnica. Geografska razmejitev med jezikoma je na podlagi spregatev balkanske romščine in turščine težko mogoča.
Balkanska romščina ima razdrobljeno slovnico, ki izvira iz turške, dopolnjena pa je z nekaterimi grškimi konstrukcijami. Velik del morfologije jezika je turško-grškega porekla, zato mnogi strokovnjaki na jezik gledajo kot na »mešan« jezik, posledično je tudi njegova razmejitev težavna. Vsa romska narečja uporabljajo grške končnice za imenovalnik, samostalnike moškega spola in grške izposojenke.

### Oblikoslovje
Tudi na oblikoslovje balkanske romščine sta močno vplivali turščina in grščina. Mnogi ljudje na ta jezik gledajo kakor na nek talilni lonec zaradi številnih vplivov, predvsem turščine in grščine, pa tudi starejših vplivov, npr. armenščine. Del substrata balkanske romščine izhaja iz severnoindijskih jezikov.